# Reglane Igły

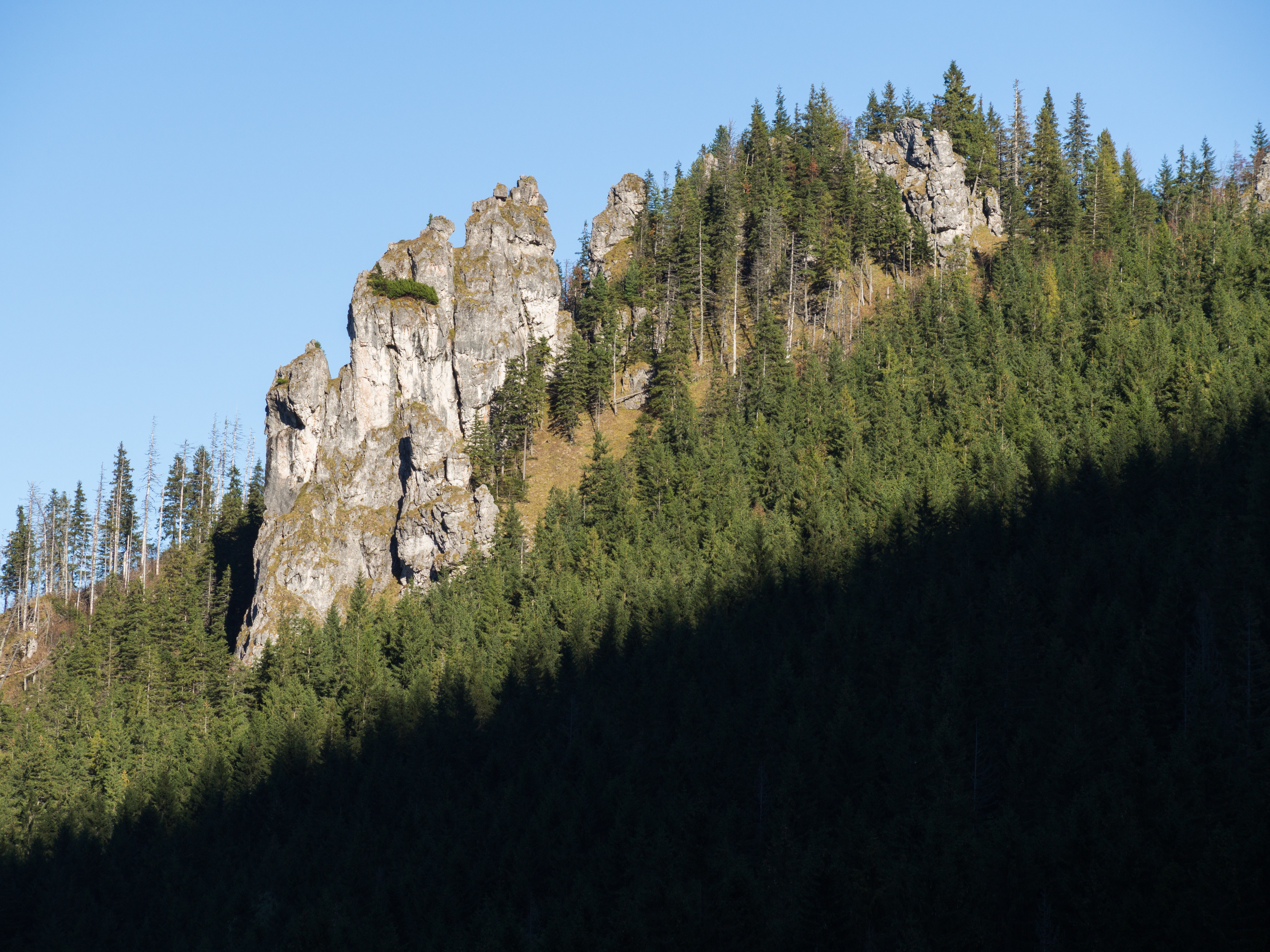
Widok od południowego zachodu

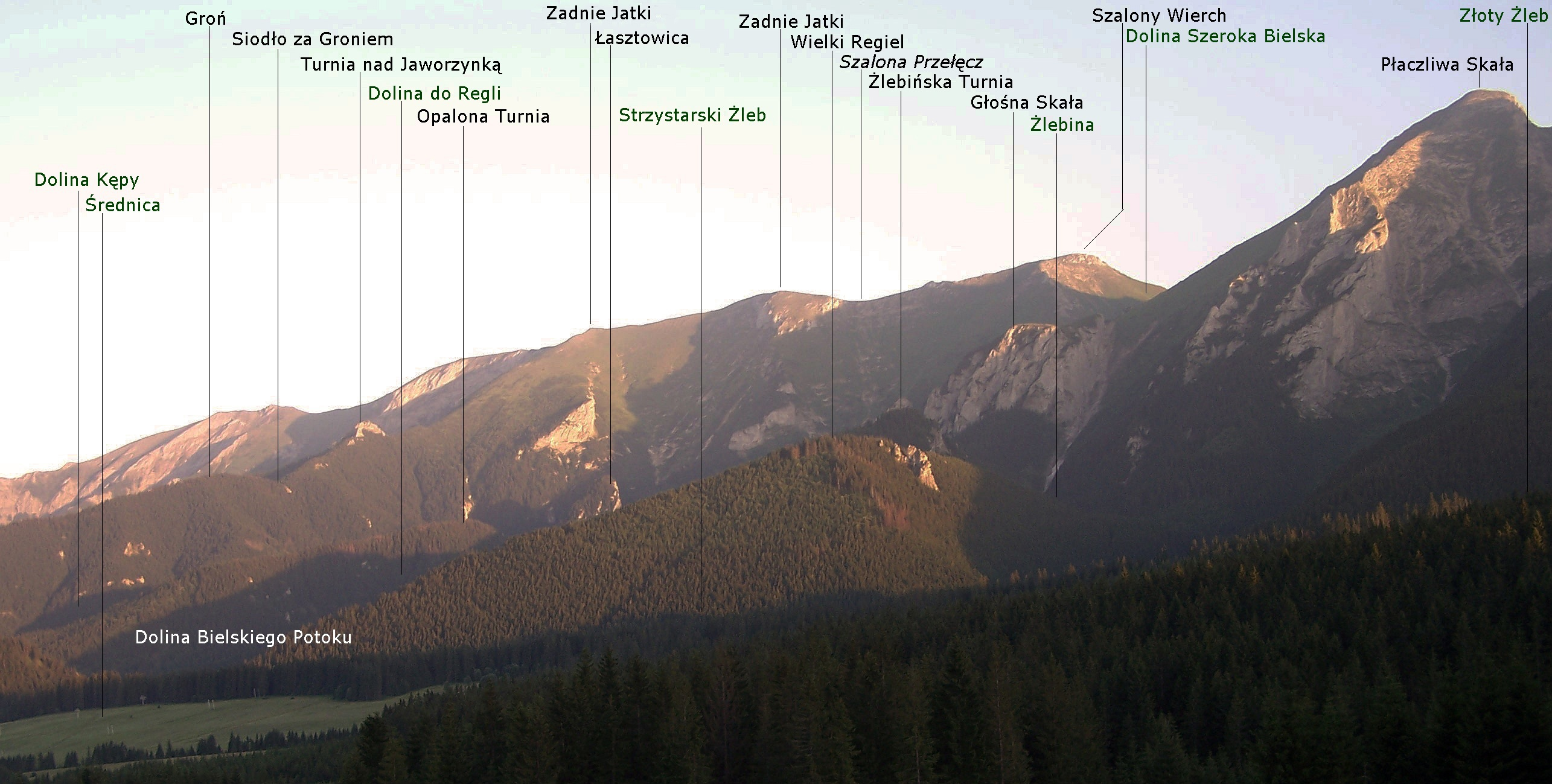
Widok na Reglane Igły z Drogi Wolności

Reglane Igły – wapienne turnie w masywie Wielkiego Regla w Tatrach Bielskich na Słowacji. Znajdują się w krótkiej, skalistej grańce odbiegającej od jego północnego wierzchołka na zachód, do Doliny Bielskiego Potoku. Polską nazwę turni podaje artykuł Wysokogórskiego Klubu Ekspedycyjnego (WKE). Władysław Cywiński, autor jedynego szczegółowego przewodnika po Tatrach Bielskich nie podaje ich nazwy, ale opisuje je. Turnie mają wysokość około 30 m i tylko te położone blisko wierzchołka są łatwo dostępne. W turni znajdującej się około 40 m poniżej wierzchołka jest duże okno skalne o wysokości około 4 m. Jest ono dobrze widoczne nawet z Drogi Wolności. Słowacka encyklopedia Tatry príroda podaje, że okno to ma nazwę Hodiny.
Reglane Igły jak dotąd są dziewicze (tzn. niezdobyte przez taterników). WKE proponuje dla większych z nich nazwy Wyżnia i Niżnia Reglana Igła. Niżnia Reglana Igła opada na zachód 50 metrowym przewieszonym filarem.
W grani pomiędzy Żlebińską Przełęczą a południowym wierzchołkiem Wielkiego Regla znajduje się kilka wapiennych turniczek. Dla pierwszej z nich (od strony Żlebińskiej Przełęczy) WKE proponuje nazwę Igła MKJ. Ma charakterystyczny kształt ostrzelonej płyty. Pierwszym jej zdobywcą był Marcin K. Jaroszewski (9 lipca 2005 r.).